# Уго Вільянуева
Уго Вільянуева (ісп. Hugo Villanueva, 9 квітня 1939 — 23 червня 2024) — чилійський футболіст, захисник. Виступав за клуб «Універсідад де Чилі», а також національну збірну Чилі. П'ятиразовий чемпіон Чилі.

## Клубна кар'єра
У дорослому футболі дебютував 1959 року виступами за команду «Універсідад де Чилі», кольори якої захищав до завершення кар'єри, вигравши за цей час 6 титулів чемпіона Чилі у 1960, 1963, 1965 та 1966 році.

## Виступи за збірну
24 вересня 1964 року дебютував в офіційних іграх у складі національної збірної Чилі в матчі Кубка Карлоса Діттборна проти Аргентини (0:5).
У складі збірної був учасником чемпіонату світу 1966 року в Англії, де зіграв у всіх трьох матчах — проти Італії, КНДР та СРСР, але команда не подолала груповий етап. Також Вільянуева був основним гравцем збірної і на чемпіонаті Південної Америки 1967 року в Уругваї, на якому команда здобула бронзові нагороди, а Уго відіграв у чотирьох з семи матчах — проти Колумбії (двічі), Венесуели та Парагваю, які і стали його останніми іграми за збірну. Загалом з 1964 по 1967 рік він провів 33 матчі у складі національної збірної.

## Титули і досягнення
- Чемпіон Чилі (5):

«Універсідад де Чилі»: 1959, 1962, 1964, 1965, 1967
- Бронзовий призер Чемпіонату Південної Америки: 1967